# Trimley St Martin
Trimley St Martin est un village et une paroisse civile du Suffolk, en Angleterre.